# Larry Wall
Larry Wall, ameriški jezikoslovec, programer in pisatelj, * 27. september 1954, Los Angeles, Kalifornija, ZDA.
Wall je najbolj znan po začetku programskega jezika Perl.

## Delo
Diplomiral je leta 1976 na Seattleški tihomorski univerzi (SPU)
Ko je na Univerzi Kalifornije v Berkeleyju delal doktorat iz jezikoslovja, je bil njegov namen odkriti nov jezik, in na podlagi le tega ustvariti programski jezik. Zaradi zdravstvenih razlogov je ostal v ZDA, in se zaposlil v Nasinem Laboratoriju za reaktivni pogon.
Wall je soavtor knjige Programming Perl, ki je osnovni vir programerjev v Perlu.